# 卢克·麦科恩
卢克·麦科恩（英語：Luke McCowan，1997年12月9日—）是一名蘇格蘭足球運動員，司職翼鋒，現時效力蘇格蘭足球冠軍聯賽球會邓迪。

## 球會生涯

### 早年
麦科恩生於蘇格蘭格里诺克，2015年效力東邊聯（East End United F.C.）期間贏得蘇格蘭西部聯賽（West of Scotland ）冠軍。

### 艾爾聯
2017年7月1日，他與艾爾聯簽下首份職業合約，為期一年。首個球季他共上場5次及打進1球，其中一次上場是在蘇格蘭甲組足球聯賽。2019年4月對帕尔蒂克的比賽他表現出色，使他在6月6日獲得一份為期兩年的合約。

### 邓迪
2021年6月1日，麦科恩蘇格蘭足球超級聯賽球會邓迪簽約轉投，並在蘇格蘭聯賽盃對布羅拉流浪者的比賽首次上場。接著星期對蒙特羅斯的比賽，他打進在球隊首顆進球。之後對阿伯丁的比賽，他打進在蘇超首顆進球使球會取勝。

## 外部連結
- 足球数据库：卢克·麦科恩的球员统计数据
- Soccerway資料庫：卢克·麦科恩